# Eurytorna
Eurytorna là một chi bướm đêm thuộc họ Crambidae.